# آندرس تاراند
آندرس تاراند (انگلیسی: Andres Tarand؛ زادهٔ ۱۱ ژانویهٔ ۱۹۴۰) یک سیاست‌مدار اهل استونی است.
تاراند که دانش‌آموخته رشته آب‌وهواشناسی و جغرافیا از دانشگاه تارتو می‌باشد از نوامبر ۱۹۹۴ تا آوریل ۱۹۹۵ میلادی نخست‌وزیر استونی و از سال ۱۹۹۲ تا ۲۰۰۴ نماینده مجلس استونی بوده است، وی همچنین برنده جوایزی همچون لژیون دونور شده است.